# Aulnay-la-Rivière
Aulnay-la-Rivière és un municipi francès, situat al departament del Loiret i a la regió de Centre. L'any 2007 tenia 515 habitants.

## Demografia

### Població
El 2007 la població de fet d'Aulnay-la-Rivière era de 515 persones. Hi havia 224 famílies, de les quals 60 eren unipersonals (40 homes vivint sols i 20 dones vivint soles), 80 parelles sense fills, 72 parelles amb fills i 12 famílies monoparentals amb fills.
La població ha evolucionat segons el següent gràfic:
Habitants censats

### Habitatges
El 2007 hi havia 285 habitatges, 220 eren l'habitatge principal de la família, 48 eren segones residències i 17 estaven desocupats. Tots els 285 habitatges eren cases. Dels 220 habitatges principals, 195 estaven ocupats pels seus propietaris, 20 estaven llogats i ocupats pels llogaters i 5 estaven cedits a títol gratuït; 1 tenia una cambra, 9 en tenien dues, 26 en tenien tres, 47 en tenien quatre i 137 en tenien cinc o més. 183 habitatges disposaven pel capbaix d'una plaça de pàrquing. A 85 habitatges hi havia un automòbil i a 118 n'hi havia dos o més.

### Piràmide de població
La piràmide de població per edats i sexe el 2009 era:
| Homes | Edats   | Dones |
| ----- | ------- | ----- |
| 0     | 95 o +  | 4     |
| 0     | 90 a 94 | 0     |
| 0     | 85 a 89 | 0     |
| 4     | 80 a 84 | 0     |
| 12    | 75 a 79 | 20    |
| 4     | 70 a 74 | 12    |
| 24    | 65 a 69 | 12    |
| 8     | 60 a 64 | 16    |
| 24    | 55 a 59 | 24    |
| 20    | 50 a 54 | 16    |
| 12    | 45 a 49 | 20    |
| 24    | 40 a 44 | 16    |
| 12    | 35 a 39 | 16    |
| 12    | 30 a 34 | 20    |
| 20    | 25 a 29 | 12    |
| 8     | 20 a 24 | 8     |
| 16    | 15 a 19 | 24    |
| 12    | 10 a 14 | 16    |
| 12    | 5 a 9   | 4     |
| 4     | 0 a 4   | 16    |

## Economia
El 2007 la població en edat de treballar era de 333 persones, 250 eren actives i 83 eren inactives. De les 250 persones actives 235 estaven ocupades (128 homes i 107 dones) i 15 estaven aturades (6 homes i 9 dones). De les 83 persones inactives 37 estaven jubilades, 17 estaven estudiant i 29 estaven classificades com a «altres inactius».

### Ingressos
El 2009 a Aulnay-la-Rivière hi havia 219 unitats fiscals que integraven 529 persones, la mediana anual d'ingressos fiscals per persona era de 22.849 €.

### Activitats econòmiques
Dels 20 establiments que hi havia el 2007, 1 era d'una empresa extractiva, 5 d'empreses de fabricació d'altres productes industrials, 4 d'empreses de construcció, 3 d'empreses de comerç i reparació d'automòbils, 1 d'una empresa d'informació i comunicació, 2 d'empreses de serveis i 4 d'empreses classificades com a «altres activitats de serveis».
Dels 5 establiments de servei als particulars que hi havia el 2009, 1 era un taller de reparació d'automòbils i de material agrícola, 1 guixaire pintor, 1 lampisteria, 1 electricista i 1 perruqueria.
L'any 2000 a Aulnay-la-Rivière hi havia 15 explotacions agrícoles.

## Equipaments sanitaris i escolars
El 2009 hi havia una escola elemental integrada dins d'un grup escolar amb les comunes properes formant una escola dispersa.

## Poblacions més properes
El següent diagrama mostra les poblacions més properes.